# 澳門民防綱要法爭議
澳門民防綱要法爭議，是指澳門特別行政區政府於2018年發佈的《民防綱要法》諮詢文本在當地社會引發的爭議。2017年8月，強颱風「天鴿」對澳門造成廣泛破壞，澳門政府在處理風災問題上表現不力，資訊發佈不清且管理混亂，備受各界批評。2018年6月，當局承認在處理風災問題上有各種不足，需要革新民防制度，因而就制定《民防綱要法》展開公開諮詢。
諮詢文本中建議賦予行政長官專屬權限，例如可於突發狀態下關閉出入境口岸、中止公眾娛樂及博彩活動等。然而諮詢文本中並無針對民防架構的決策者制定問責條文，且文本被建議引入「虛構社會預警罪」以針對在緊急狀態期間造謠或散佈謠言者，引起爭議。質疑聲音指當局對「虛構社會預警罪」的定義不清晰且空泛，是意圖打壓新聞和言論自由，又指政府沒有反思己過，反而在作為規範政府在民防期間的協調及責任的《民防綱要法》中大比重地加入針對市民的內容，是將《民防法》變成「防民法」。
2019年6月10日，澳門立法會舉行全體會議，一般性審議及表決《民防綱要法》，法案最終獲得通過。同月24日，針對《民防綱要法》中俗稱「謠言罪」的第25條，澳門論政團體新澳門學社表示政府用來支撐立法的理據存在有誤導，學社指出，當局聲稱「很多國家或地區」對傳播謠言行為實施刑事制裁，然而當局引用的國際案例都存在誤導成分，例如當局引用印度的《信息技術法》實於2015年已被當地最高法院裁定違憲，當地法院對第66A條「發佈冒犯性、虛假或威脅信息罪」的結論是「任意、過度和不成比例地侵犯言論自由權」，認為政府應清晰交代，否則應撤回有關條文。

## 背景

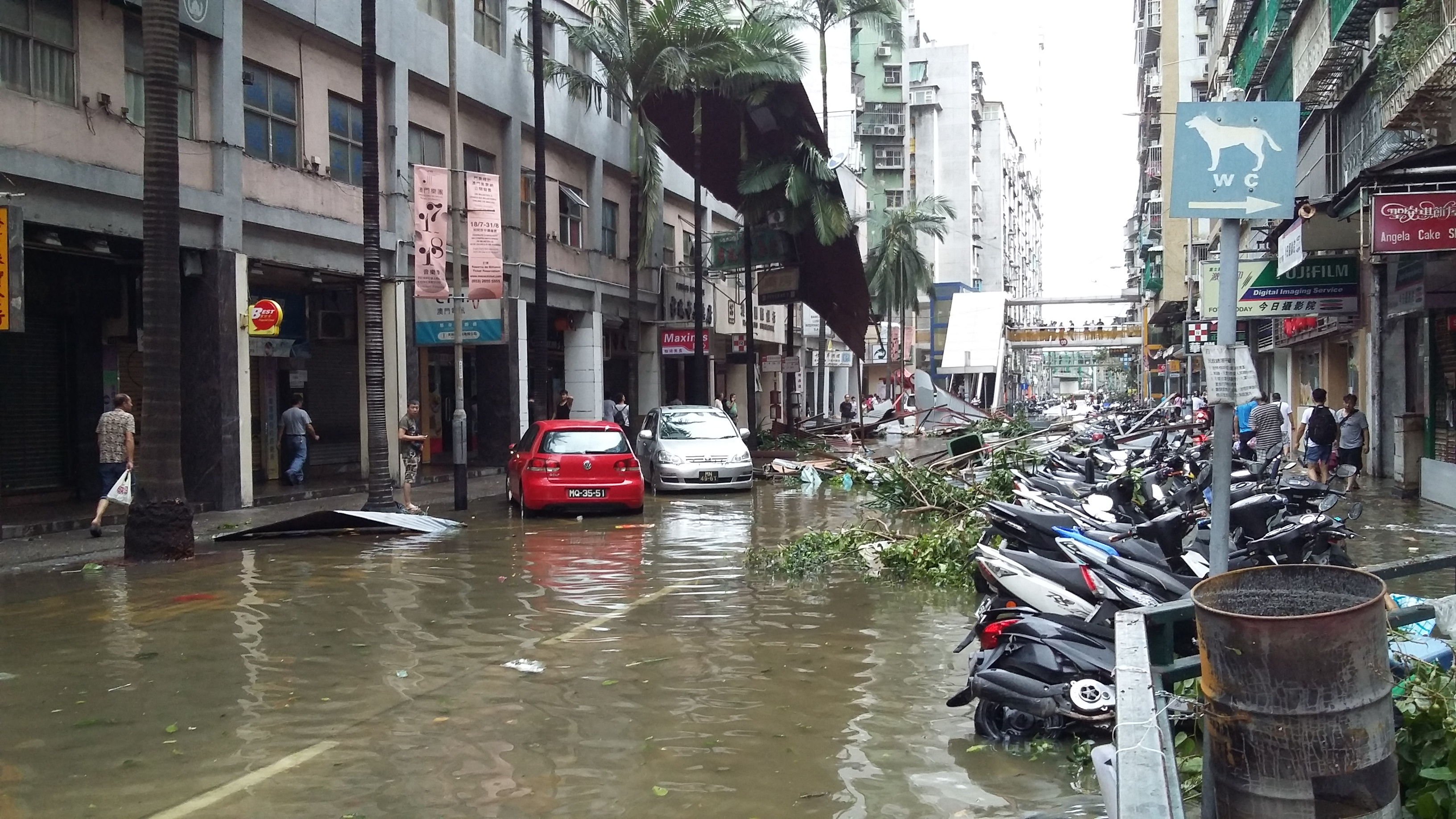
颱風天鴿給澳門造成嚴重破壞

2017年8月，颱風天鴿給澳門帶來嚴重破壞和傷亡，造成逾100億澳門元損失和10名人士因當局預警不力而喪生。民防行動中心的最高負責人、澳門行政長官崔世安指揮表現不佳，各政府高級官員統籌不力且命令混亂，下屬無所遵從。民眾批評政府在災難中缺乏應變能力，且有多項失當之處，例如澳門氣象局延誤颱風及風暴潮預警，導致民眾低估了災情，天鴿吹襲期間澳門的供水及互聯網服務因中國大陸供電方中國南方電網出現故障而停止運作，顯示當地防災標準不足和過度依賴中國大陸。此外，災前澳門的基礎建設長久以來沒有改善，政府一直沒有妥善處理水患問題和設置預警廣播系統，亦缺乏健全的救災資訊發佈系統，導致低窪地區嚴重受創和民眾無法取得清晰明確的統一資訊，民防體系因缺乏組織災區義工及相應工作的動員機制而崩潰。災後官員們互相卸責，除氣象局的相關官員外無人負上責任，讓市民失去對政府的信心。澳門大學政府與行政學系副教授余永逸評論天鴿風災一事反映出澳門未有妥善做好預報及城市規劃，特區政府在澳門回歸17年以來的管治團隊一直處於鬆散、群龍無首的狀態，每當有重大事件發生時都不懂得去應對，當不成一個「真正的管治團隊」。
2018年6月28日，保安司司長黃少澤在新聞發布會上承認政府在應對強颱風「天鴿」時，在民防機制、颱風預報預警、防風設施設備等方面存在不足之處，又指民防行動統籌協調制度和相關工作機制存在改善空間，宣布革新民防制度，制定《民防綱要法》以回應社會發展形勢，並展開公開諮詢。在諮詢文本中，當局建議新增「虛假社會預警罪」以對付「在宣告進入緊急預防狀態後的造謠或散播謠言行為」，並建議將違法者的處罰定為最高3年徒刑。

### 公權力干預傳媒運作
澳門傳媒工作者協會指出，在天鴿風災期間收到會員投訴，指出有至少五間澳門傳媒機構的編採人員收到高層指令，要求多報導「好人好事」的「正面報道」和向社會積極散播「正能量」，少向政府特別是最高負責人問責。協會指出，澳門的公權力近年來干預傳媒獨立運作的跡象愈來愈明顯。

## 爭議
在諮詢文本中，當局建議新增「虛假社會預警罪」，以應對「在宣告進入緊急預防狀態後的造謠或散播謠言行為」，並建議將違法者的處罰定為最高3年徒刑，另外文本亦建議法案要「強調傳媒協助傳播民防訊息的社會責任」，強制屬於民防架構成員的傳媒機構須要在民防行動中心啟動時協助政府發放民防訊息，以及鼓勵非屬民防架構成員的傳媒機構發放相關訊息，引起社會討論。

### 官方及支持聲音
澳門大學法學院特聘教授趙國強認為就行為侵害的法益而言，在《民防綱要法》中設置「虛假社會預警罪」具有必要性和合理性，但指出該罪不能由「過失」而只能由「故意」構成。警察總局局長馬耀權在回應「市民會否在互相傳播信息時誤墮法網」的問題時表示，觸犯該罪的前提是有人在已宣布進入緊急預防狀態或更高狀態時還故意發放錯誤信息，讓民眾信以為真，引起社會恐慌，否定《民防綱要法》會收窄言論自由的說法。
黃少澤強調一般市民可以判斷出所謂虛假訊息和謠言的標準，他舉例說，「天鴿」風災期間有一對長者兄妹涉嫌透過聊天軟件大量轉發不實內容而被警方拘捕，轉發時亦沒有表示「不知道事情真假」，即使官方澄清後也沒有停止轉發，他指這種情況就有可能構成「虛假社會預警罪」，又以「你唔知係真係假，但你唔會當佢係真咁發（你不知道是真是假，但你不會把它當作是真的去轉發）」作為謠言的標準。他亦指非屬民防架構成員的傳媒機構可以在發放民防訊息後再對政府的工作表現進行評論。

### 社會質疑
2018年1月，澳門立法會就天鴿風災的官員問責及防災救災措施展開辯論，期間數名民選議員批評政府只將所有責任推向氣象局前局長馮瑞權一人，且相關官員沒有政治問責；官委議員馬志成則表示不認為官員問責就能夠解決所有問題，認為應該「向前看」，又稱讚政府在災後努力檢討和積極聽取專家意見。《民防綱要法》諮詢文本推出後，有聲音指出文本針對性地對市民列出罰則，但沒有列明如果當局預警誤報和決策失敗會怎樣處理，質疑是「罰民不罰官」。

#### 諮詢會不透明
當局在諮詢期間會舉辦數場團體諮詢會以收集意見和凝聚社會共識，然而有傳媒記者被當局人員以「內部會議」為由拒絕進場採訪，而官方發出的新聞稿是以概括性方式提及團體所發表的意見，被指公眾無法在實際上得知相關團體實際發表了甚麼意見以及意見的理據。

#### 定義及標準不清晰
有質疑聲音批評文本建議的罰則過重，以及政府經常在重大議題上沒有提供任何明確的定義及標準，讓當局在執行職務能夠隨意解釋，又質疑當局如何定義所謂的「謠言」，且不清晰的定義會令市民和傳媒「誤墮法網」，而且由於造謠與信息轉發的界定不明確，故政府解讀或操作的空間較大，引起社會恐慌。學者兼民選議員林玉鳳以天鴿風災期間有兩名長者因散佈謠言被捕的事件為例，指現行法律已有足夠條文去處理有關造謠事件，沒有另立法律的需要。時事評論員黃東亦指現行《刑法典》已有足夠力度去處理造謠及散佈謠言的問題，政府只雖按照原則辦事就能制止謠言，新增「虛構社會預警罪」是多此一舉，又批評風災期間出現謠言是因為官方訊息滯後及不準確，表示政府及時、準確地發放消息才是最有效的抵禦謠言的方式。
《澳亞衛視》批評當局沒有解釋清楚何謂「合適的信息」和「想要搞事的人」，對於保安司長黃少澤說「民防架構里的媒體機構，必須要受民防相關制度的約束，架構之外的媒體言論並不受法律約束……在架構之外，媒體才有新聞自由」，該媒體批評架構內外的標準都是「政府說了算」。另外，《澳亞衛視》曾報導一篇關於某間海味店在天鴿期間遭到重創的第一手新聞，在當地社會引起顯著效應，《澳亞衛視》質疑該篇報導是否符合當局所定義的「架構內」報導，因為若被劃歸於架構之內，將來便不能再報導該類新聞，又質疑架構內的媒體在將來是否會因為民防綱要法的架構限制，而無法擁有新聞自由從而變成「被動的選擇報導」。
澳門大律師何睿智（Jorge Menezes）指出，現時法案條例的行文含糊，政府可非常容易地成功將市民入罪，但市民要脫罪的話會非常困難。他又指出，根據《民防法》法案第2條第2款，「突發公共事件」是指「突然發生並造成或可能造成重大人員傷亡、財產損失、生態環境破壞或嚴重社會危害，並危及公共安全和環境保護的緊急事件。」然而「突發公共事件」的定義不清晰，很多事都可以被指為「突發公共事件」，他質疑何謂「嚴重社會危害」：「如果是很嚴重的疾病感染、地震，我們明白。但甚麼會構成『嚴重社會危害』？遊行會是『嚴重社會危害』嗎？……我們要很小心。這法例只在特別時候應用嗎？是的，但何時才是這些『特別時候』也沒足夠地定義清楚。不只是沒有定義清楚，而且是用範圍廣闊且含糊的字眼，任何事都可以符合定義。」對於「沒做錯事怕甚麼」的意見，他提醒第25條的條文用字太含糊，何謂「做錯事」的定義並不清晰，一些不太嚴重，或市民沒想到會是刑事犯罪的行為也可能屬於條文的範圍之內，或會有機會被告，他形容是「用原子彈殺蚊」。他又指出，當條款太模糊，市民難以預計會否被告，也不知道可如何避免被告時，人們便會漸漸開始噤聲，他擔心若25條行文不修改，澳門的新聞和言論自由會受到影響。

#### 干擾言論自由
對於文本強調傳媒傳播當局重要民防資訊的社會責任，有聲音批評當局的做法是參考了中國大陸國家減災委的意見，而中國大陸的傳媒是由中共中央宣传部所控制，即傳媒要聽命於政府，認為澳門不應跟從效法，以免影響言論自由，也不利於傳媒監督政府。亦有評論指當局提醒和暗示傳媒要履行民防宣傳職責是多此一舉和引起恐慌，因為澳門已有《出版法》及《視聽廣播法》規範傳媒工作，以立法來「強調」傳媒責任是多此一舉，而且履行民防宣傳本來就是傳媒的職責。
對於黃少澤表示政府不願意看到傳媒在政府發放訊息時出現發放假訊息、不負責任的訊息或不發放政府訊息的情況，直選議員蘇嘉豪表示傳媒若果散佈不實謠言本身就需要負上法律責任，不認為有新增「虛假社會預警罪」的必要，認為政府的權力會無限擴大。
直選議員吳國昌說天鴿風災期間傳媒沒有拒絕報道政府提供的訊息，而是風災期間政府無法及時向傳媒及社會提供訊息，指出地下停車場在風災期間浸死不少人，但政府沒有提供足夠資訊去警醒居民，認為政府的建議會讓政府有更多手段塊去控制傳媒和阻止市民轉發民間訊息來互相提醒，導致民眾因害怕誤墮法網而不敢發佈任何訊息，對新聞自由造成損害，又指現行《刑法典》本來已有多條條文適用於處理民防或緊急狀態下的造謠行為。
傳新澳門協會副理事長兼傳媒人甄慶悅說，雖然風災期間曾經出現過個別謠言，但情況不算嚴重，又認為當局只要解釋清楚《刑法典》中的法律條文，定義好造謠行為和加強公民教育就已足夠，他又批評政府不理解傳媒天職，指出在災難期間報道與民防相關的訊息是傳媒的特性，政府的做法明顯是「劃蛇添足」，他又指出天鴿風災期間的傳媒都希望能夠報道最新最快的訊息，並非傳媒不盡責，而是政府無法提供。
《澳門觀察報》社長陳偉智說，媒體有如政府的警鐘，是負責監督和協助政府的角色，如果警鐘不發聲就會是澳門的危機，又指《刑法典》298條已經有就妨礙社會制度等罪名，違者可被判1年至8年的徒刑，沒有另外立法的需要，他亦指出立法後將會有更多新法例來監管言論，且手法會變得層出不窮，增加對民眾滋擾，認為政府把法網越推越細，會讓澳門成為法律社會而不是法治社會。

#### 當局無法及時發放以及保證消息正確
公眾除了質疑《民防綱要法》當中的「虛假社會預警罪」會影響言論自由，以及會被當局用以消除質疑政府的聲音外，還批評政府是 「只許州官放火，不許百姓點燈」，沒有資格讓公眾「禁言」，因為政府無法保證消息的正確性和及時發放消息。2018年7月，澳門內港地區在沒有被颱風吹襲的情況下依然出現水浸，而政府各部門就事件沒有統一解釋，讓市民無所適從；同月發生非凡航空2億事件，事件中澳門政府無法收回曾經向非凡航空借出的2.12億澳門元公帑，然而當局在對待有關重大事件時經常對外隱瞞掩飾，而給出的解釋及資訊相當有限，令公眾批評官方的想法與大眾脫節，無法從政府的解釋中得到重要的訊息。

#### 當局被指以「謠言」支持新增謠言罪
《民防綱要法》法案建議新增俗稱「謠言罪」的「突發公共事件下的妨害公共安全、秩序與安寧罪」，即《民防綱要法》第25條，相關條文規定，當政府宣佈澳門進入特定級別的狀態後，編造、散佈或傳述謠言者，無論有否造成社會恐慌或有否影響當局行動，都可判處入獄或罰款。
2019年6月24日，澳門論政團體新澳門學社召開記者會，表示政府用來支撐「謠言罪」立法的理據存在有誤導，學社指出，當局聲稱「很多國家或地區」對傳播謠言行為實施刑事制裁，然而當局引用的國際案例都存在誤導成分，例如，《民防綱要法》第25條與澳門當局引用的印度《信息技術法》相似，然而印度最高法院早在2015年裁定該法律的條文 (第66A條 ── 發佈冒犯性、虛假或威脅信息) 違憲，而最高法院對那條文得出的結論是「任意、過度和不成比例地侵犯言論自由權。」
另外，當局引用瑞士的《刑法典》第258條規定：「任何通過威脅或捏造對生命、肢體或財產構成危險而在公眾中引起恐懼和恐慌的人，均可被判處監禁。」法國《刑法典》第322-14條也有類似規定：「任何傳達或披露旨在使他人相信任何對他人構成危險的破壞、損毀或損害的事件將會或已經發生之虛假信息的行為，將被判處監禁……同樣的處罰適用於傳播或披露指某一事件經已發生的虛假信息，且該等消息可導致不必要之救援服務的介入。」社運人士周庭希認為，澳門《刑法典》第294、295條本來已涵蓋上述需要規管的範圍，故並無另立謠言罪的須要；此外，周庭希認為當局引用的國際案例無法為澳門新增謠言罪提供有力支持，因為有關國家的立法原意均是懲罰意圖傳播對人身或財產構成危險的虛假信息的人，而不是控制當局所指的謠言傳播。新澳門學社認為，政府應清晰交代，否則應撤回有關條文

#### 維穩意圖及加強社會控制
澳門公共行政學者楊鳴宇指出，其他地方也一定會有控制謠言的法律，但民主國家會有良好的問責機制，他認為人們應該思考，當人們沒法約束政府的權利時，人們是否應該放心賦予政府更多權利，特別是政府的理據不太充份時。此外，《民防法》法案提出的「社會安全事件」是之前規範民防工作的72/92/M號法令中未有特別指明的，加上法案的第25條「謠言罪」眾多字眼定義不清晰，令人認為《民防法》背後或有意加強社會控制。他又指出，保安司近年來一系列包括訂立《民防法》在內的舉措，是因為中共中央總書記習近平提出了「總體國家安全觀」，《民防法》只不過是回應中央的國家總體安全觀的概念。

## 外部連結
- 《民防綱要法》公開諮詢（2018年6月28日－2018年8月11日）
- 傳協促撤回民防法「造謠罪」 避免成對市民嚴苛處罰的惡法
- 《民防法》第25條有咩問題？律師同你一齊睇 （页面存档备份，存于）